# مشاري النمر
مشاري فهد النمر (مواليد 5 أغسطس 2003) هو لاعب كرة قدم سعودي يلعب حاليًا في نادي ضمك. معارًا من نادي النصر، ولاعب المنتخب السعودي للشباب تحت سن العشرين.

## مسيرته الكروية
كانت أول مباراة له مع النصر أمام نادي العمران في الدوري السعودي الممتاز تحت سن ال 15 حيث سجل هدفين في مباراة الإياب في 30\11\2018 والتي انتهت بفوز ناشئي نادي النصر ب ثلاثة أهداف مقابل هدف وسجل مشاري 50 هدف محليا منذ بدء مباراته الأولي حيث شارك ب هدفين في الدوري السعودي تحت ال 15 كما سجل 27 هدف تحت سن ال 17 كما سجل 20 هدف تحت سن ال 19 وهدف في بطولة كأس القادة السعودي كما سجل هدفين دوليين بكأس الشباب تحت سن العشرين بالقاهرة عام 2021.
إجمالاً 52 هدف خلال مسيرته وفقا للإحصائيات التقريبية.
و مؤخراً تم الاستعانة بهه من قِبل إدارة نادي النصر والمدير الفني بالنادي وضمه للفريق الأول

## مسيرته الدولية

### المنتخب السعودي للشباب
كان مشاري جزءاً من منتخب السعودية للشباب تحت سن ال 20 في كأس العرب عام 2021 والتي اقيمت بمصر
مباراة السعودية امام اليمن في 24\6\2021 حيث تأهل المنتخب السعودي للشباب إلى ثمن نهائي بطولة كأس العرب للمنتخبات تحت 20 عامًا، بفوزه على نظيره اليمني، بنتيجة 2-1، خلال المباراة التي أقيمت بالقاهرة ونجح مشاري في المنتخب اليمني بعد ان سجل عبدالله رديف الهدف الأول.
وفي مباراته أمام تونس في 27\6\2021 حيث فازت تونس علي المنتخب السعودي بهدفين مقابل هدف سجله مشاري النمر وتأهلا سويا إلي ربع نهائي بطولة كأس العرب للشباب.
وتوج المنتخب السعودي بكأس العرب للشباب في المباراة النهائية عقب التفوق علي الجزائر.

## روابط خارجية
- مشاري النمر علي موقع transfemarket.com لسوق الانتقالات العالمية.
- مشاري النمر علي موقع يورو سبورت 1 .
- مشاري النمر علي موقع soccerway.com
- مشاري النمر علي موقع footballdatabase.com
- مشاري النمر علي موقع كووورة
- مشاري النمر علي موقع flashscore.com